# Guignardia bidwellii
Il marciume nero della vite, noto anche come Black–rot, è una malattia causata dal fungo ascomicete Guignardia bidwellii (Ellis) Viala & Ravaz, 1892 (anamorfo Phyllosticta ampelicida (Engleman) van der Aa, chiamato anche Phoma uvicola, se si presenta in forma asessuata).
La malattia si manifesta su tutti gli organi erbacei della pianta (foglie, piccioli, tralci erbacei e grappoli), ma i sintomi più gravi si riscontrano sugli acini, che si presentano anneriti e mummificati. Può diventare grave negli ambienti caratterizzati da una stagione vegetativa umida, mentre non è generalmente riscontrabile nelle aree più secche.

## Ospiti
Gli ospiti principali di Guignardia bidwellii sono Vitis vinifera (la vite coltivata), Vitis arizonica, Vitis labrusca, e Vitis rotundifolia. Tra gli ospiti secondari troviamo Vitis amurensis, Ampelopsis spp., Citrus spp., Parthenocissus quinquefolia, Parthenocissus tricuspidata e Asplenium nidum.

## Distribuzione geografica ed origine
Il fungo è conosciuto fin dal 1802, ma i primi attacchi importanti di marciume nero della vite si hanno in Missouri nel 1861, in seguito ad un'importante crescita dell'industria viticola nei pressi di St. Louis tra il 1860 e il 1864. Dall'America il patogeno fu introdotto in Francia verso il 1885 con l'importazione di portainnesti resistenti alla fillossera. Nell'anno seguente, a causa del clima secco i danni furono limitati; ma nel 1887 la malattia divenne grave in molte zone viticole francesi. In Italia è rimasto pressoché sconosciuto fino alla metà degli anni settanta del Novecento, quando è comparso in forma epidemica in alcuni vigneti delle Cinque Terre (La Spezia).
Attualmente è diffusa in alcuni stati africani, in Asia, Europa e in America. Fa eccezione lo stato della California dove a causa del clima sfavorevole i suoi attacchi sono molto rari.

## Sintomatologia ed identificazione

### Descrizione dei sintomi
I primi sintomi compaiono sulle foglie, sotto forma di macchie bruno-chiare o rossicce con margini nerastri, di forma rotondeggiante sulle foglie adulte e più irregolare sulle foglie giovani. Inizialmente di pochi millimetri raggiungono i 2 – 3 cm, originando aree necrotizzate che solo occasionalmente confluiscono tra loro. Sulla superficie delle macchie si possono osservare delle protuberanze nerastre, i picnidi, che rappresentano le fruttificazioni agamiche del fungo. Le foglie giovani sono più sensibili agli attacchi di marciume nero, mentre i sintomi non si manifestano sulle foglie vecchie.

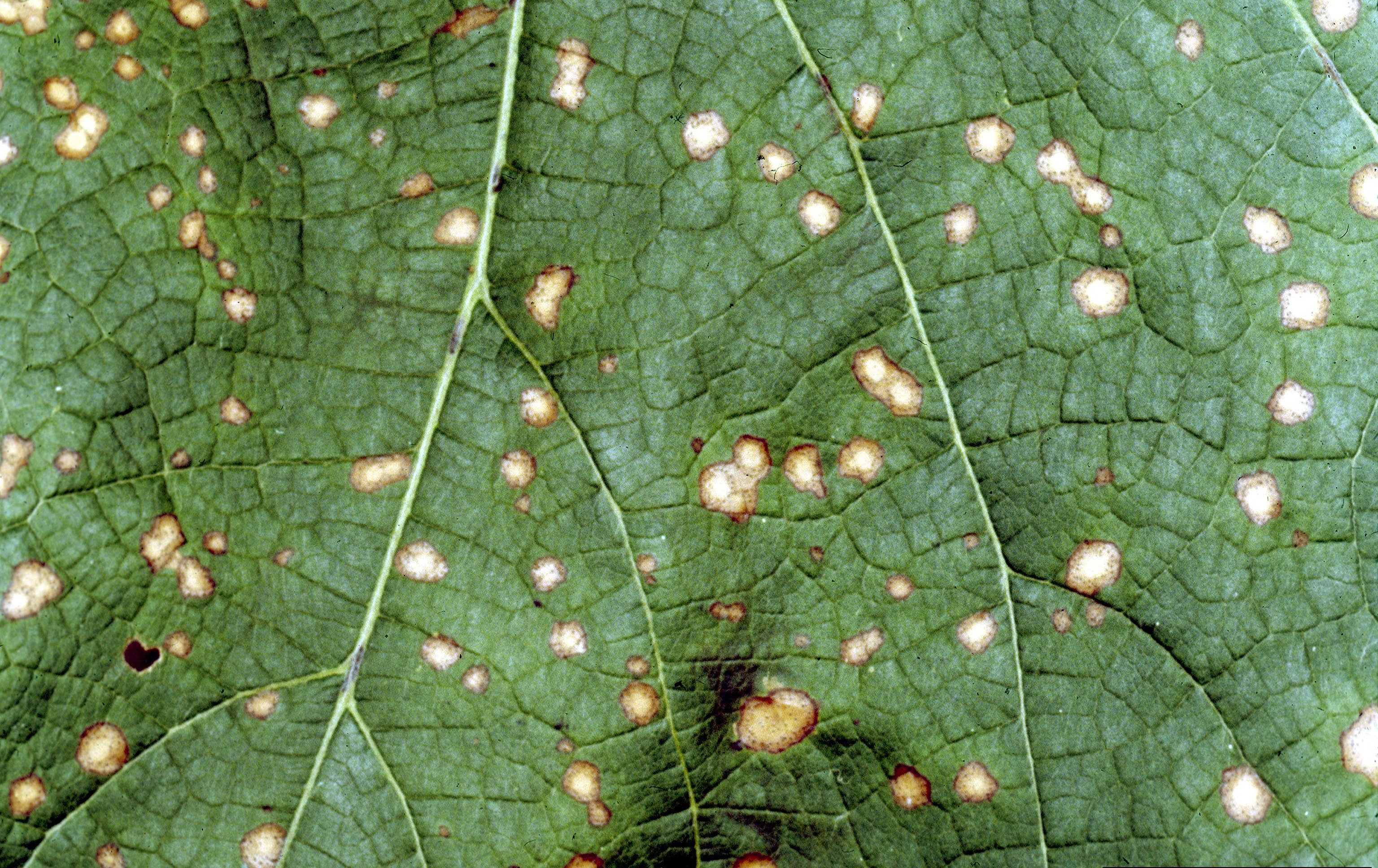
Sintomatologia su foglia

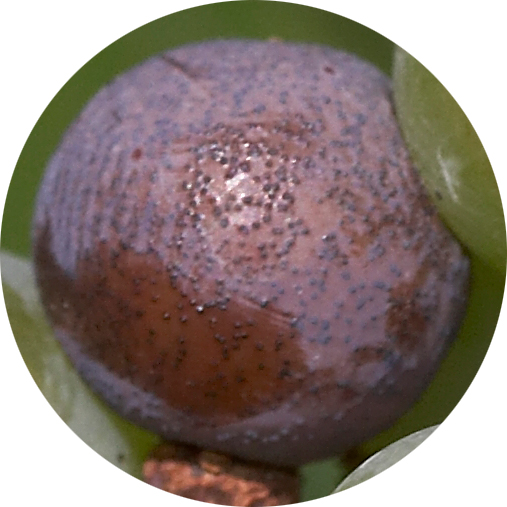
Sintomi su acino

Sui rami verdi (tralci), sui piccioli fogliari, sui rachidi e in particolare sui giovani germogli di 10 – 20 cm si formano delle piccole depressioni violacee ellittiche o allungate che necrotizzano e si ricoprono di punteggiature nerastre costituite dai picnidi. Queste lesioni possono essere seguite dal disseccamento della parte distale dell'organo colpito.
Gli organi più colpiti sono i grappoli. Inizialmente, sugli acini in accrescimento, si forma un puntino biancastro, di appena un millimetro di diametro che viene circondato da un alone bruno che giunge in poco tempo ad interessare tutto l'acino.
È proprio sugli acini che si osservano i sintomi più gravi, in quanto sono soggetti ad un rapido imbrunimento ed appassimento: la polpa imbrunisce e diventa molle, mentre la buccia raggrinzisce ed assume una colorazione nero brillante ricoprendosi delle fruttificazioni picnidiche (organi di riproduzione vegetativa) e di periteci (organi di riproduzione sessuata), distinguibili gli uni dagli altri solo tramite osservazione al microscopio.
I sintomi di marciume nero sugli acini possono essere confusi con quelli provocati dalla peronospora; a questo scopo con l'ausilio di una piccola lente si può rilevare la presenza, sulla superficie dell'acino colpito delle fruttificazioni di Guignardia bidwellii che si presentano come delle protuberanze nerastre, assenti nel caso di attacchi di peronospora.
Allo stesso modo, con l'osservazione delle fruttificazioni, è possibile distinguere i sintomi fogliari di black rot con le bruciature causate da fitotossicità in seguito a trattamenti erbicidi.

### Morfologia

I periteci sono globosi, prodotti sotto l'epidermide come dei loculi nello stroma fungino, ma che erompono fuori successivamente nello sviluppo. Misurano 70–180 µm di diametro con ostiolo apicale appiattito o papillato; la parete dei periteci è costituita da cellule pseudoparenchimatiche.
Gli aschi contenuti nei periteci sono bitunicati di forma da cilindrica a clavata, e misurano 45 – 65 x 9-14 µm. Le ascospore sono ialine, non settate, ellissoidali o ovoidali e misurano 12-17 x 6-7,5 µm. Spesso presentano un cappuccio apicale mucillaginoso.
I picnidi prodotti sulla superficie del vegetale sono uniloculari, solitari, di forma globosa o lievemente depressa e presentano un ostiolo apicale papillato appiattito o comunque poco prominente. Misurano 120 - 230 µm di diametro. Gli stromi sono poco sviluppati sulle foglie ma molto ben sviluppati sui frutti.
Le picnidiospore sono ovali e fuoriescono dai picnidi.
Le cellule conidiogene sono di forma conica o cilindrica. I conidi sono ialini, ovoidali, ellissoidali o quasi globosi. Misurano 5-12 x 4-7 µm, sono circondati da un involucro mucillaginoso e presentano una appendice apicale ialina e lunga come il conidio stesso.
Gli spermazi sono ialini, non settati, a forma di bastoncino e misurano 4-7 x 0,5 – 2 µm.

## Biologia ed epidemiologia
Guignardia bidwellii può conservarsi nell'ambiente sia come corpo fruttifero agamico (picnidio) sia sessuato (peritecio).
Supera l'inverno nei cancri prodotti sui tralci e sugli acini mummificati caduti a terra o rimasti sui grappoli come ammassi di sclerozi, dai quali, in primavera, si differenziano i periteci.

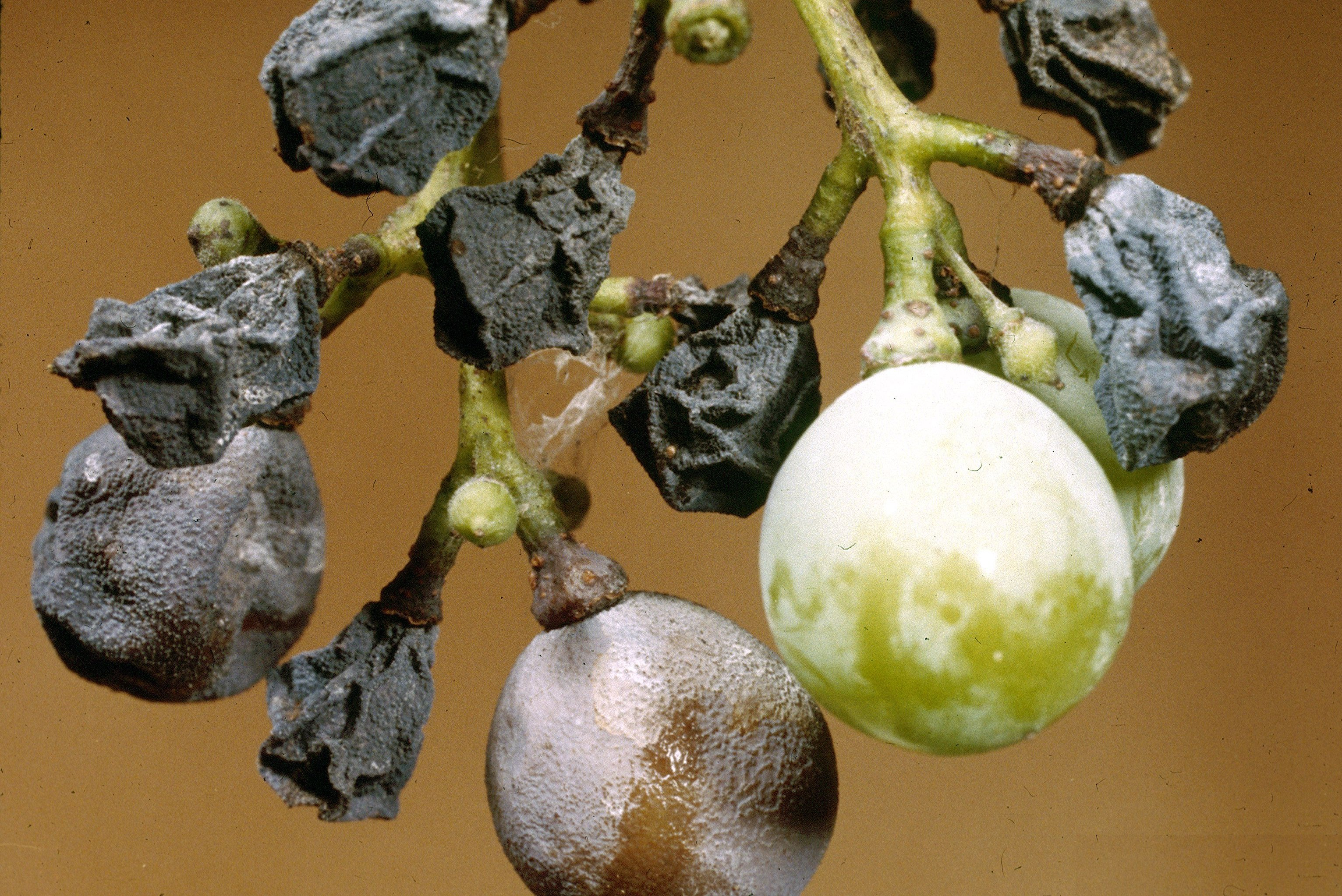
Attacco su acini in stato avanzato. Cadendo a terra saranno fonte d'inoculo per l'anno successivo

Le ascospore rappresentano la principale fonte di inoculo per le infezioni primaverili.
Affinché le infezioni abbiano inizio sono necessari almeno 10 °C, anche se la temperatura ottimale per lo sviluppo del patogeno è di 26 °C. In particolare l'optimum per la produzione di conidi è di 25 °C, mentre per la germinazione delle spore 30 °C sono ottimali.
Dal germogliamento in primavera e fino alla metà di luglio gli aschi contenuti nei periteci si aprono grazie all'azione della pioggia e liberano le ascospore. Queste ultime, trasportate dal vento giungono su fiori, foglie e frutticini dove, in presenza di un velo d'acqua, germinano emettendo un premicelio che perfora attivamente la cuticola, dando così avvio alle infezioni primarie. Il periodo di incubazione dura da 8 a 28 giorni, (mediamente 10 – 14) al termine dei quali si formano le prime macchie. Su di esse si formano i picnidi contenenti i conidi responsabili delle infezioni secondarie,
che vengono liberati in seguito ad una pioggia di almeno 3 mm.
Nella fase di fioritura si ha il massimo di espulsione delle ascospore. Gli acini e le foglie più vecchie, invece, non sono più recettivi alle infezioni. I picnidi in seguito alle piogge liberano i conidi che causano le infezioni secondarie per tutta la stagione. Dopo la fine di agosto, negli ambienti italiani le infezioni non sono più possibili.
La presenza di bagnatura fogliare è fondamentale per l'avvio delle infezioni, ma il numero di ore di bagnatura richieste variano a seconda della temperatura. A 10 °C sono necessarie almeno 10 ore di bagnatura per permettere al patogeno di instaurarsi; a 26 °C sono sufficienti 6 ore. Oltre questa temperatura le infezioni sono rallentate e a 32 °C sono necessarie 12 ore di bagnatura fogliare per permettere alle infezioni di avere esito.

## Lotta
Va condotta anzitutto con interventi agronomici di natura preventiva, che consistono nella raccolta e distruzione dei grappoli disseccati.
In genere non vengono effettuati trattamenti preventivi specifici contro Guignardia bidwellii, in quanto i principi attivi impiegabili coincidono con quelli usati per la lotta ad altre malattie quali escoriosi, peronospora e oidio. Per essere efficaci nei confronti del marciume nero i trattamenti vanno iniziati in primavera, quando i giovani tralci misurano circa 10 cm di lunghezza e possono essere continuati fino a quando il contenuto in zuccheri dell'acino raggiunge il 5%.
Il periodo critico per gli attacchi di black - rot su vite si colloca tra la fase di fioritura e la fase di chiusura del grappolo, fasi nelle quali si ha la massima sensibilità al patogeno.

### Lotta chimica
Tra le molecole attive nei confronti del black – rot si ricordano:
- Mancozeb e metiram: appartengono al gruppo dei ditiocarbammati; sono dilavabili quindi bisogna evitare di trattare in prossimità di piogge
- Rameici
- IBS (Inibitori della Biosintesi degli Steroli) e strobilurine: impiegati anche contro peronospora e oidio, presentano un'efficacia preventiva e curativa molto elevata nei confronti di Guignardia bidwellii; possono quindi essere impiegati a partire dalla fase di allegagione, ricordando di rispettare le limitazioni legislative all'impiego per evitare l'insorgere di fenomeni di resistenza.

### Lotta agronomica e preventiva
Alcuni accorgimenti preventivi contribuiscono a ridurre le fonti di inoculo primaverile:
- Eliminazione, in inverno, dei tralci colpiti e dei grappoli mummificati che andranno bruciati. È importante eliminare anche i viticci che rimangono agganciati ai fili di sostegno e che presentano dei sintomi.
- Effettuare lavorazioni del terreno prima della ripresa vegetativa per interrare eventuali residui vegetativi infetti
- Nei vigneti non inerbiti, la rincalzatura primaverile andrà eseguita dopo il primo trattamento contro il black - rot, in quanto si rischia di riportare in superficie acini mummificati interrati con le lavorazioni in autunno.

Sensibilità varietale 

La gravità degli attacchi di marciume nero può essere più o meno elevata anche seconda del vitigno. Si distinguono pertanto cultivar sensibili, mediamente sensibili e poco sensibili.
Vitigni sensibili:
- Sauvignon
- Trebbiano Toscano
- Pinot bianco
- Pinot grigio
- Tocai
- Refosco
- Riesling renano
- Bosco
- Regina

 Vitigni mediamente sensibili
- Cabernet Sauvignon
- Malbech

Vitigni poco sensibili
- Merlot
- Chardonnay